# رابین سیج

تصویر رابین سیج که در شبکه‌های اجتماعی

رابین سیج (به انگلیسی: Robin Sage) یک تحلیل‌گر خیالی خطرات سایبری اهل آمریکا است. وی در دسامبر سال ۲۰۰۹ توسط توماس ریان (به انگلیسی: Thomas Ryna) که متخصص امنیت و یک هکر کلاه سفید از نیویورک است، ایجاد شد. اسم رابین سیج از نام تمرین‌های نیروی ویژه‌ی ارتش آمریکا گرفته شده است.

## زندگینامه خیالی
براساس نمایه سیج در شبکه‌های اجتماعی، او دختری ۲۵ ساله و تحلیل‌گر خطرات سایبری در Naval Network Warfare Command در شهر نورفلک ایالت ویرجینا است. او از دانشگاه ام‌آی‌تی فارغ‌التحصیل شده است و با سن کم‌اش، ۱۰ سال سابقه‌ی کار دارد. ریان چندین حساب کاربری در شبکه‌های مختلف اجتماعی مانند فیس‌بوک، لینکدین، توییتر و... ایجاد کرد و از طریق آنها با حدود ۳۰۰ نفر ارتباط برقرار کرد که اکثر آنها متخصصان امنیت، اعضای ارتش، کارمندان سازمان‌های اطلاعاتی و پیمانکاران وزارت دفاع آمریکا بوده‌اند. تصویر رابین سیج در شبکه‌های اجتماعی از یک وب‌سایت مرتبط با پورنوگرافی گرفته شده است تا به کمک آن بتوان افراد را راحت‌تر جذب کرد.